# USS Halyburton (FFG-40)
L’USS Halyburton (FFG-40) est une frégate de classe Oliver Hazard Perry en service dans l'US Navy. Elle est appelée ainsi en hommage au pharmacien de deuxième classe William  Halyburton (1924-1945). Halyburton a reçu à titre posthume la Medal of Honor pour son héroïsme en servant avec le  5e Marines au cours de la Bataille d'Okinawa.

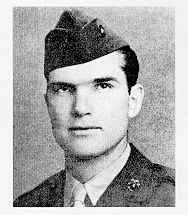
William D. Halyburton, Jr.

## Récompenses
| Bronze oak leaf cluster | Joint Meritorious Unit Award avec une grappe de feuilles de chêne en bronze |
| Bronze star · Bronze star | Navy Unit Commendation avec deux service stars en bronze                    |
| | Navy Meritorious Unit Commendation                                          |
| | Navy E Ribbon (3 citations)                                                 |
| Bronze star | Navy Expeditionary Medal avec une service star en bronze                    |
| Bronze star · Width=44 scarlet ribbon with a central width-4 golden yellow stripe, flanked by pairs of width-1 scarlet, white, Old Glory blue, and white stripes | National Defense Service Medal avec une service star en bronze              |
| Bronze star | Armed Forces Expeditionary Medal avec une service star en bronze            |
| Bronze star · Width-44 ribbon with the following stripes, arranged symmetrically from the edges to the center: width-2 black, width-4 chamois, width-2 Old Glory blue, width-2 white, width-2 Old Glory red, width-6 chamouis, width-3 myrtle green up to a central width-2 black stripe | Southwest Asia Service Medal avec une service star en bronze                |
| | Global War on Terrorism Expeditionary Medal                                 |
| | Global War on Terrorism Service Medal                                       |
| Bronze star | Armed Forces Service Medal avec une service star en bronze                  |
| Bronze star | Humanitarian Service Medal avec une service star en bronze                  |
| Silver star · Silver star | Sea Service Deployment Ribbon avec deux service stars en argent             |
| Bronze star | Special Operations Service Ribbon avec une service star en bronze           |
| | Médaille de l'OTAN pour l'ex-Yougoslavie                                    |
| | Kuwait Liberation Medal (Arabie Saoudite)                                   |
| | Kuwait Liberation Medal (Koweït)                                            |